# پاکت نامه (فیلم)
«پاکت نامه» (انگلیسی: Envelope (film)) یک فیلم است که در سال ۲۰۱۲ منتشر شد. از بازیگران آن می‌توان به کوین اسپیسی و آلانا اوباک اشاره کرد.